# Comuna Dobrotove, Kroleveț
Dobrotove (în ucraineană Добротове) este o comună în raionul Kroleveț, regiunea Sumî, Ucraina, formată din satele Dobrotove (reședința) și Terehove.

## Demografie
Componența lingvistică a comunei Dobrotove
     Ucraineană (95,6%)
     Rusă (4,18%)
     Alte limbi (0,11%)
Conform recensământului din 2001, majoritatea populației comunei Dobrotove era vorbitoare de ucraineană (95,6%), existând în minoritate și vorbitori de rusă (4,18%).